# 夏玉麟 (演員)
夏玉麟（英語：Har Yuk Lun，1953年—2021年7月7日），香港甘草演員，曾拍攝逾四百部影視作品，多以特約演員身份拍攝亞洲電視和無綫電視劇集。另外他亦曾為80-90年代香港電台教育電視節目定期演出角色之一，主要扮演老師或父親的角色。

## 簡歷
夏玉麟於1970年代初曾往台灣國立政治大學修讀中國文學系及歷史學系，曾為葉問門人。 1976年回港後分別參加商業電台廣播訓練班和第一屆麗的電視藝員訓練班而涉足演藝圈，同期同學有張國榮、萬梓良等等，1981年則加入無綫電視當製作副導兼成為特約演員，演出過《鱷魚淚》、《大地恩情》、《清末四大奇案》等逾四百部劇集，但角色均是閒角。之後，他考獲了教育文憑，便在孔仲岐紀念中學一邊任職中文科、歷史科教師，一邊善用空閒時間繼續演戲；在校時曾教導學生演廣播劇，並帶領他們贏得獎項。
1990年代，夏玉麟曾於梁文燕紀念中學任教中史科，更到志蓮淨苑或善導會擔任義工以賺取一個免費飯盒，維持生計而不申領綜援；2018年6月發現患上第四期肺癌，卻無能力支付龐大醫藥費且被親友離棄。隨後，他獲蘋果日報慈善基金資助購買標靶藥物，並親自製作以五個年代劃分的回憶錄《我的大半生》，同時逐漸減少拍劇。
夏玉麟於2017年拍攝《愛·回家之開心速遞》時結識同事劉思希。2021年夏玉麟病情惡化，生活上已無法自理，被迫申領綜援。劉思希義助夏玉麟為其眾籌以抗癌，亦有關注其起居，同年7月7日早上8時50分離世，消息在劉思希facebook專頁公布，遺作為2020年播出的《愛·回家之開心速遞》第805集「父親」角色。

## 演出作品

### 電視劇（麗的電視、亞洲電視）
| 首播   | 劇名         | 角色       |
| 1978年 | 浣花洗劍錄   | 武維揚     |
| 1980年 | 人在江湖     | 導播       |
| 1981年 | 甜甜廿四味   | Steven陳   |
| 1981年 | 甜甜廿四味   | 方經理     |
| 1981年 | 甜甜廿四味   | Tony       |
| 1986年 | 清末四大奇案 | 蔡團練     |
| 1986年 | 通靈         | 黃經理     |
| 1987年 | 滿清十三皇朝 | 尚之信     |
| 1989年 | 上海風雲     |            |
| 1989年 | 小小大女人   |            |
| 1989年 | 傅紅雪傳奇   | 呂昆       |
| 1991年 | 劍神         | 醉酒鬼     |
| 1994年 | 戲王之王     | 玩具店老板 |
| 1994年 | 郎心如鐵     | 製衣廠管工 |

### 電視劇（無綫電視）
| 首播        | 劇名              | 角色                    |
| 1986年      | 賊公阿牛          |                         |
| 1991年      | 情陷特區          | 茶客丙                  |
| 1992年      | 我愛牙擦蘇        | 村民丙                  |
| 1996年      | 真情              | 婦科醫生（第214集）     |
| 1996年      | 殭屍福星          | 老 闆                   |
| 1997年      | 苗翠花            | 朱裁縫                  |
| 1997年      | 天龍八部          | 西夏王                  |
| 2006年      | 高朋滿座          | Ｃ博士（第132集）       |
| 2009年      | 烈火雄心3         | 老 闆（第26集）         |
| 2011年      | 女拳              | 蝦 叔                   |
| 2011年      | 點解阿Sir係阿Sir  | 叔 父（第7集）          |
| 2011年      | 點解阿Sir係阿Sir  | 老 闆（第20集）         |
| 2011年      | 潛行狙擊          | 色情場所老闆            |
| 2012年      | 大太監            | 御 醫                   |
| 2014年      | 使徒行者          | 叔 父                   |
| 2014年      | 八卦神探          | 村 民                   |
| 2014年      | 宦海奇官          | 災 民                   |
| 2015年      | 樓奴              | 流浪漢                  |
| 2016年      | 警犬巴打          | 四大話事人              |
| 2016年      | 巨輪2             | 司 徒                   |
| 2017-2020年 | 愛·回家之開心速遞 | 老員工（第30集）        |
| 2017-2020年 | 愛·回家之開心速遞 | 聰 叔（第80-82、181集） |
| 2017-2020年 | 愛·回家之開心速遞 | 林 忠（第735集）        |
| 2017-2020年 | 愛·回家之開心速遞 | 忠孖生弟（第735集）     |
| 2017-2020年 | 愛·回家之開心速遞 | 父 親（第805集）        |
| 2017年      | 賭城群英會        | 富 商                   |
| 2017年      | 使徒行者2         | 劉 良                   |
| 2017年      | 燦爛的外母        | 李 伯                   |
| 2017年      | 老表，畢業喇！    | 三舅公                  |
| 2017年      | 降魔的            | 鬼伯伯                  |
| 2017年      | 溏心風暴3         | 楊家司機                |
| 2018年      | 果欄中的江湖大嫂  | 電唧車買家（第2集）     |
| 2019年      | 荷里活有個大老千  | 戲院院線老闆            |
| 2019年      | 街坊財爺          | 遠 叔                   |
| 2019年      | 金宵大廈          | 內地旅客                |
| 2019年      | 牛下女高音        | 公廁男                  |
| 2019年      | 解決師            | 華商會會長              |

### 電視劇（香港電視網絡）
| 首播   | 劇名         | 角色       |
| 2015年 | 惡毒老人同盟 | 燒味店老闆 |

### 電視劇（香港電台）
- 教育電視 (香港電台)
- 警訊[9]

## 外部連結
- YouTube上的夏玉麟頻道